# Gilbert Warrenton
Gilbert Warrenton (Paterson, 7 marzo 1894 – Riverside County, 21 agosto 1980) è stato un direttore della fotografia statunitense.

## Biografia
Figlio di Lule Warrenton, attrice e regista, Gilbert Warrenton fu attivo sia nel cinema muto che in quello sonoro, girando nella sua carriera 172 film. Esordì nel 1916 con Kinkaid, Gambler, un cortometraggio dell'Universal Film Manufacturing Company diretto da Raymond Wells. Insieme a Ira H. Morgan lavorò nel film Little Old New York (1923) di Sidney Olcott.
Nel 1927 girò Il castello degli spettri e nel 1928 L'uomo che ride, ambedue diretti da Paul Leni. Negli anni cinquanta e sessanta firmò numerosi B-Movies. Si ritirò nel 1963 e morì il 21 agosto 1980 all'età di 86 anni.

## Filmografia
- Kinkaid, Gambler, regia di Raymond Wells (1916)
- The Golden Fleece, regia di Gilbert P. Hamilton (1918)
- High Tide, regia di Gilbert P. Hamilton (1918)
- The Lane That Had No Turning, regia di Victor Fleming (1922)
- The Bachelor Daddy, regia di Alfred Green (1922)
- Under the Red Robe, regia di Alan Crosland (1923)
- Little Old New York, regia di Sidney Olcott (1923)
- Oro fluente (Flowing Gold), regia di Joseph De Grasse (1924)
- Love and Glory, regia di Rupert Julian (1924)
- Smilin' at Trouble, regia di Harry Garson (1925)
- The Plastic Age, regia di Wesley Ruggles (1925)
- The Traffic Cop, regia di Harry Garson (1926)
- Il castello degli spettri (The Cat and the Canary), regia di Paul Leni (1927)
- Taxi! Taxi!, regia di Melville W. Brown (1927)
- L'uomo che ride (The Man Who Laughs), regia di Paul Leni (1928)
- Primo amore (Lonesome), regia di Pál Fejös (1928)
- Jazz Mad, regia di F. Harmon Weight (1928)
- Solo un po' d'amore (Mother Knows Best), regia di John G. Blystone (1928)
- Mississipi (Show Boat), regia di Harry A. Pollard (1929)
- Scandalo (Scandal), regia di Wesley Ruggles (1929)
- Trappola d'amore (The Love Trap), regia di William Wyler (1929)
- L'uomo che voglio (Hold Your Man), regia di Emmett J. Flynn (1929)
- Poker d'amore (The Mississippi Gambler), regia di Reginald Barker (1929)
- La fanciulla di Saint Cloud (Captain of the Guard), regia di John S. Robertson e, non accreditato, Pál Fejös (1930)
- Hide-Out, regia di Reginald Barker (1930)
- Mothers Cry, regia di Hobart Henley (1930)
- Dieci soldi a danza (Ten Cents a Dance), regia di Lionel Barrymore (1931)
- La sfinge (The Sphinx), regia di Phil Rosen e Wilfred Lucas (non accreditato) (1933)
- La perla nera (Paradise Isle), regia di Arthur Greville Collins (1937)
- The Great Dan Patch, regia di Joseph M. Newman (1949)
- Il re d'Israele (Sins of Jezebel), regia di Reginald Le Borg (1953)
- Il pirata nero (The Black Pirates), regia di Allen H. Miner (1954)